# John Buller
Pour les articles homonymes, voir Buller.
John Buller (1721-1786) est un homme politique britannique qui siège à la Chambre des communes pendant 39 ans de 1747 à 1786.

## Biographie
Il est le fils de John Francis Buller, député et de son épouse Rebecca Trelawny, fille de Jonathan Trelawny (3e baronnet) évêque de Winchester, est né le 24 janvier 1721. Il est inscrit au Balliol College d'Oxford le 25 octobre 1738. Entré au Middle Temple en 1740 et à Inner Temple en 1743, il est reçu au barreau en février 1747. En 1746, il est maire de Looe et, aux élections générales de 1747, il est élu député de East Looe.
En 1754, il est réélu député d'East Looe et, la même année, nommé contrôleur de la Monnaie. Il est également maire de East Looe et est nommé greffier de East Looe en 1754. De 1759 à 1761, il est secrétaire du chancelier de l'Échiquier. Il épouse Mary St Aubyn, fille de John St Aubyn (3e baronnet) le 3 mars 1760.
Il est réélu député d'East Looe en 1761. Il est maire de West Looe en 1763 et en 1764. En juillet 1765, il est Lord de l'amirauté, poste qu'il occupe jusqu'en septembre 1780. Il est réélu député de East Looe en 1768. Après le décès de sa première femme en août 1767, il se remarie avec Elizabeth Caroline Hunter, fille de John Hunter le 4 novembre 1768. Il redevient maire d'East Looe en 1772 et, la même année, devient auditeur du duché de Cornouailles. Il est de nouveau député de East Looe en 1774 et 1780. Il est Lord du Trésor de septembre 1780 à mars 1782, puis à nouveau en décembre 1783. Il est finalement réélu député de East Looe en 1784.
Buller est décédé le 26 juillet 1786